# Ferhat Bey Draga
Ferhat Bey Draga, född 1880, död 1944, var en kosovoalbansk  politiker.
Draga föddes i Mitrovica, Ottomanska riket. Han var bror till Nexhip Draga, känd som medgrundare av partiet Xhemijet(en).
Ferhat Bey Draga utbildades i Istanbul och deltog aktivt i den albanska nationella rörelsen. Under Balkankrigen och första världskriget framstod han som en inflytelserik person. Han samverkade med Österrike-Ungern som 1915 ockuperade Kosovo och bistod ockupanterna med rekrytering.
Efter första världskriget valdes han 1921 till partiledare för det kosovoalbanska-muslimska partiet Xhemijet. Xhemijet vann 14 platser i det federala parlamentet. På grund av sin vägran att samverka med det serbiska radikala partiet fängslades Ferhat Bey Draga och andra partianhängare. Han dömdes till 20-års fängelse men frigavs ett kort tag senare. En andra fängelsedom fick samma utgång. I det tidiga 1930-talet motsatte han sig deporteringen av kosovoalbaner. Under andra världskriget stödde han den italienska ockupationsmakten i sitt hemland.
Ferhat Bey Draga avled efter skador han hade ådragit på slagfältet.